# Półksiężyc

Ikona półksiężyca

Półksiężyc – symbol w kształcie sierpa Księżyca. Symbol islamu od XIX wieku. Stosowany również w kulturze europejskiej.

## Półksiężyc jako symbol islamu
Półksiężyc (arab. hilal) był motywem często występującym w sztuce dekoratywnej krajów muzułmańskich, początkowo pod wpływem sasanidzkim i bizantyńskim. Można go spotkać na pierwszych monetach kalifatu, które kontynuowały jeszcze tradycje wspomnianych wyżej państw, a także na monetach Mameluków. Był on także jednym z wielu symboli używanych na swoich sztandarach przez Imperium Osmańskie. Mniej więcej od połowy XV wieku w sztuce europejskiej półksiężyc zaczęto uważać za symbol Imperium osmańskiego i szerzej islamu. Tak więc kiedy w roku 1720 Ludwik XV urządził pokaz ogni sztucznych na cześć osmańskiego ambasadora Mehmeda Çelebiego, ten ze zdumieniem dowiedział się, że jego władca i kraj będą symbolizowane przez półksiężyc.
Kiedy na początku XIX wieku sułtan Selim III rozpoczął reformowanie armii na wzór europejski, uznał, że powinna ona mieć swój oficjalny sztandar, i przyjął dla armii i floty flagi z półksiężycem i gwiazdą na czerwonym tle. Po obaleniu Selima w roku 1807 flagi te zostały odrzucone, jednak w roku 1827 przywrócił je Mahmud II. Jako drugi kraj muzułmański flagę zawierającą półksiężyc przyjęła Tunezja za panowania Husajna II (1824-1835). Takiej flagi zaczął używać także Egipt, a w XX wieku Pakistan, Libia, Malezja i Algieria. W Imperium osmańskim półksiężyc pojawił się także na jego pierwszych znaczkach pocztowych z roku 1863 i zaczął być używany przez szereg muzułmańskich organizacji i ruchów, np. zwolenników Mahdiego. Czerwony Półksiężyc został także uznany za symbol odpowiadający zachodniemu Czerwonemu Krzyżowi. Podsumowując, począwszy od XIX wieku początkowo świecki symbol półksiężyca zaczął być przez muzułmanów postrzegany jako jeden z symboli ich religii.

### Symbol półksiężyca na flagach państwowych

Flaga Algierii
Flaga Azerbejdżanu
Flaga Cypru Północnego (de facto niepodległego)
Flaga Komorów
Flaga Libii
Flaga Malezji
Flaga Mauretanii
Flaga Imperium Osmańskiego
Flaga Pakistanu
Flaga Sahary Zachodniej (obecnie pod kontrolą marokańską)
Flaga Singapuru
Flaga Tunezji
Flaga Turcji
Flaga Turkmenistanu
Flaga Uzbekistanu

## Półksiężyc w kulturze europejskiej

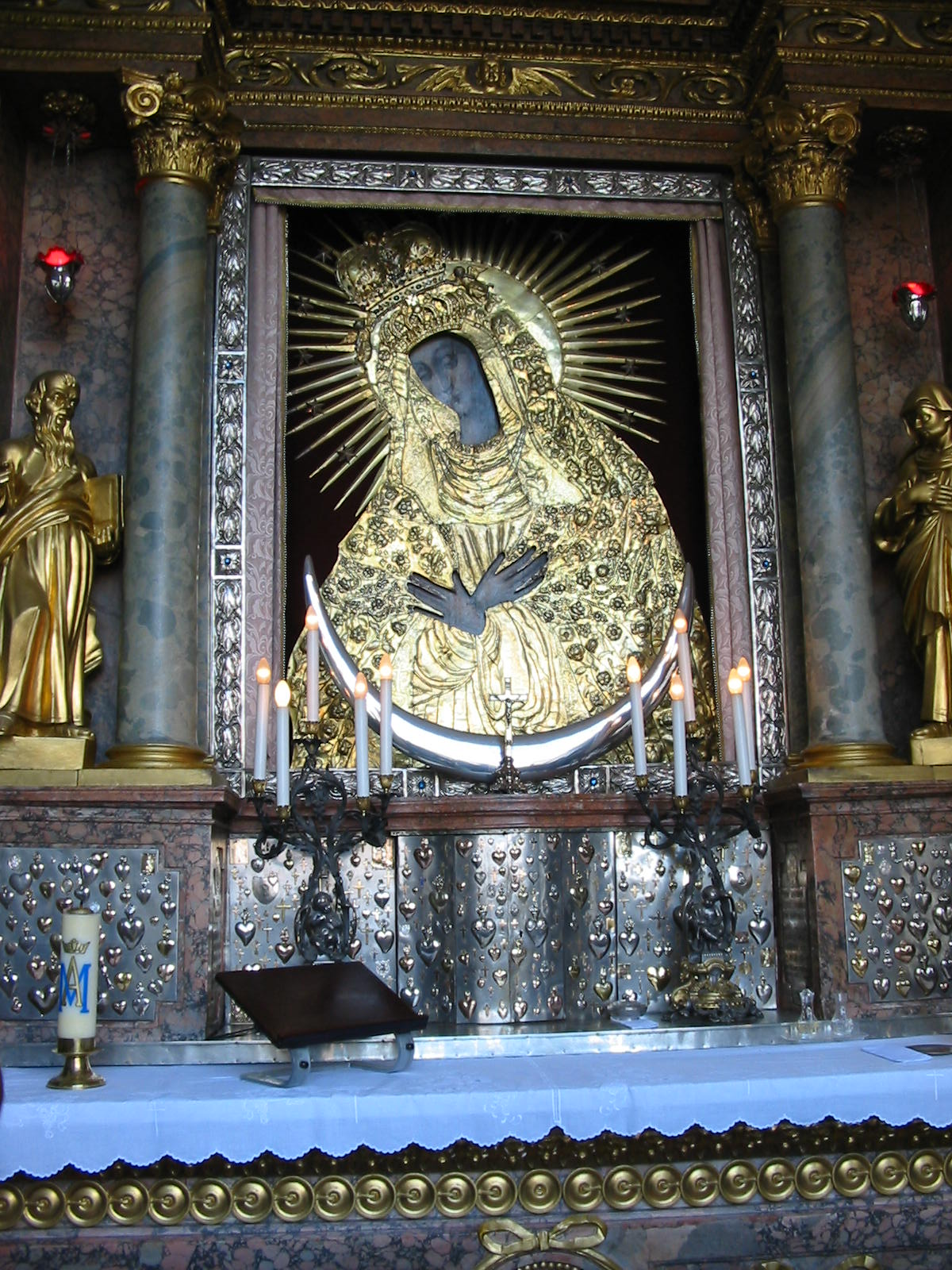
Matka Boska Ostrobramska

### Chrześcijaństwo zachodnie

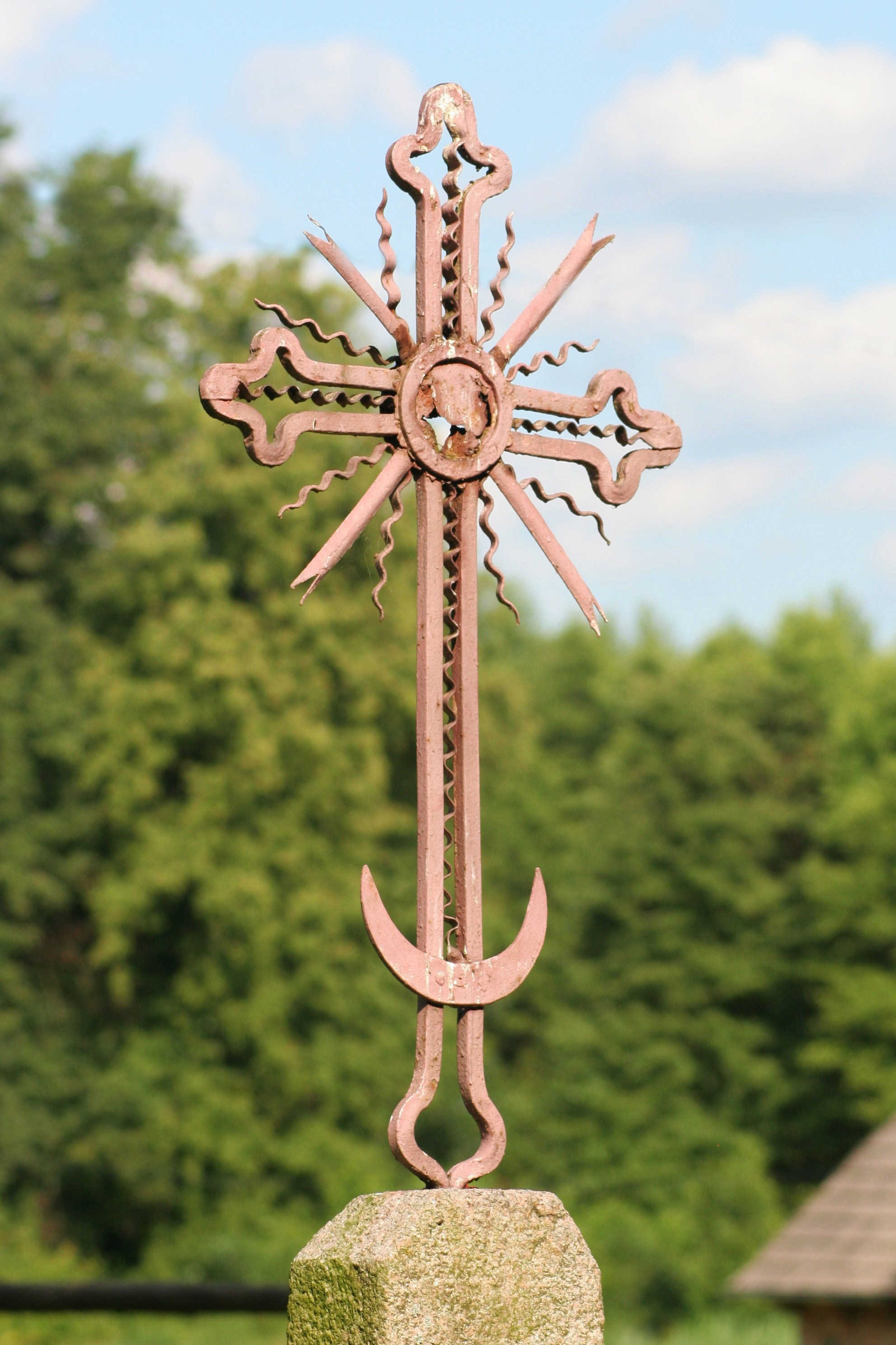
W chrześcijaństwie wschodnim półksiężyc symbolizował zwycięstwo chrześcijaństwa nad pogaństwem. Na zdjęciu zachowany krzyż wotywny przy cerkwi parafialnej we wsi Puchły na Białostocczyźnie

Symbol półksiężyca występuje w chrześcijaństwie zachodnim, szczególnie w połączeniu z postacią Maryi, w nawiązaniu do tekstu Apokalipsy św. Jana. Postać najczęściej przedstawiana jest stojąca na półksiężycu o skierowanych ku górze rogach, bądź jako półpostać wyłaniająca się zza podobnie ułożonego półksiężyca. W czasie wojny polsko-bolszewickiej półksiężyc (jako symbol maryjny) występował łącznie z gwiazdą na proporczykach Pułku Jazdy Tatarskiej. W okresie międzywojennym tradycję kontynuował 1 szwadron (tatarski) 13 Pułku Ułanów Wileńskich.
Wotum z 1849 r. w postaci srebrzystego półksiężyca znajduje się w dolnej części obrazu Matki Boskiej Ostrobramskiej.

### Chrześcijaństwo wschodnie
W chrześcijaństwie wschodnim półksiężyc symbolizował zwycięstwo chrześcijaństwa nad pogaństwem i w swej symbolice umieszczano go jako ozdoba u dołu krzyża. Taka symbolika jest ściśle powiązana z podbojem Bizancjum przez Turków oraz najazdami tatarsko-mongolskimi na ziemie ruskie (Podbój Rusi przez Mongołów).

Leliwa – polski herb szlachecki.

### Półksiężyc w sfragistyce i heraldyce
Ryszard I Lwie Serce (1189–1199) używał emblematu przedstawiającego półksiężyc rogami zwrócony ku górze z umieszczoną na nim sześcioramienną gwiazdą. Półksiężyc występuje także na średniowiecznych pieczęciach polskich władców dzielnicowych. Widnieje on na pieczęci Henryka I Brodatego z lat 1203/1234 (postać księcia z tarczą romańską, pośrodku której znajduje się półksiężyc rogami zwrócony ku górze, nad prawym rogiem którego widnieje krzyż równoramienny). Pochodzenie tego godła budzi wiele wątpliwości. W późniejszym okresie półksiężyc można odnaleźć na polskich herbach szlacheckich, np. herbie Leliwa i Sas.
Złoty księżyc na srebrnej tarczy był herbem niemieckiej rodziny von Trier, a w 1324 roku został nadany herb Monstern, w którym znajduje się półksiężyc zwrócony rogami ku górze a nad nim gwiazda.